# Jan (fumettista)
Jan, pseudonimo di Juan López Fernández (Villadecanes, 13 marzo 1939), è un fumettista spagnolo, creatore delle serie a fumetti di Pulgarcito e Superlópez.

## Opere sui fumetti
- ¡¡Abradacabraaaaaaaa!!, el genio (1969)
- Superlópez (1973)
- Felipe Gafe (1974)
- Pulgacito (1981)
- Viceversa. Trotacosmos de ida y vuelta (1984)
- Superioribus (1988 - 1989)
- Los gemelos Superlópez (1995 - 1996)
- Tadeo Jones y el Secreto de Toactlum (2008)
- El Rally París-Paká (2010)
- Cederrom (2011)